# Sân bay Cork
Sân bay Cork, (tiếng Ireland: Aerfort Chorcaí) (IATA: ORK, ICAO: EICK) là một trong 3 sân bay quốc tế chính ở Cộng hòa Ireland (cùng với Dublin và Shannon). Sân bay này nằm cách thành phố Cork khoảng 8 km về phía nam ở khu vực có tên Ballygarvan. Năm 2007, có 3,2 triệu lượt khách sử dụng sân bay này, khiến cho đây là sân bay tấp nập thứ 3 ở Ireland tính về số lượt khách. Sân bay này được chính thức khai trương ngày 16 tháng 10 năm 1961.

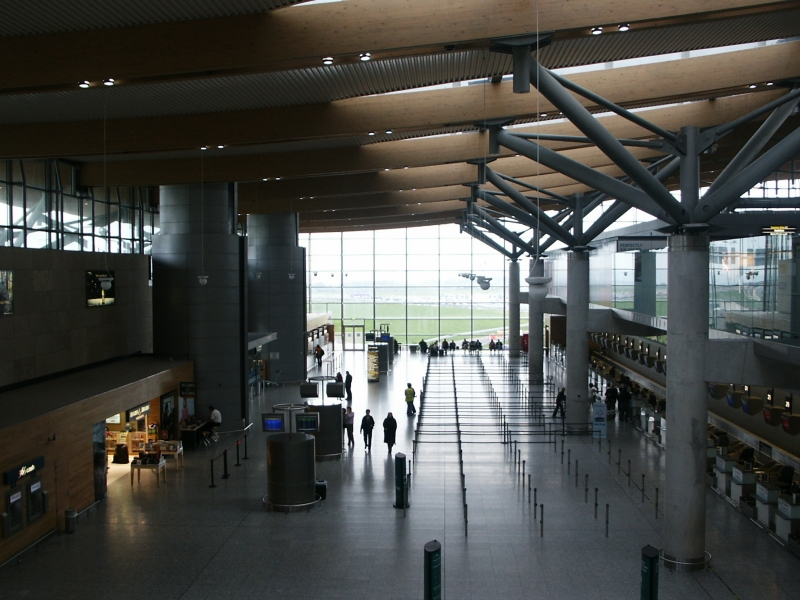
Bên trong nhà ga, nhìn từ khu làm thủ tục

Nhà ga mới được khai trương ngày 15 tháng 8 năm 2006 theo thiết kế của HOK và Jacobs Engineering Group

## Các hãng hàng không và các tuyến điểm

### Các hãng bay theo lịch trình
- Aer Arann (Belfast-City, Brest, Bristol, Cardiff, Dublin, Edinburgh, Galway, La Rochelle, Leeds/Bradford, Lorient, Nantes, Southampton)
- Aer Lingus (Alicante, Amsterdam, Barcelona, Berlin-Schönefeld, Birmingham, Faro, Geneva [bắt đầu ngày 2 tháng 12], Jersey, London-Heathrow, Malaga, Manchester, Munich, Nice, Paris-Charles de Gaulle, Prague, Rome-Fiumicino)
- Air Southwest (Newquay [seasonal], Plymouth)
- bmibaby (Birmingham, Manchester)
- Jet2.com (Newcastle)
- Ryanair (Carcassonne, Dublin, East Midlands, Glasgow-Prestwick, Liverpool, London-Gatwick, London-Stansted)
- Wizz Air (Gdańsk, Katowice, Warsaw [begins 26 June])

### Các hãng bay thuê bao
- Air Europa (Las Palmas, Palma)
- Air Via (Bourgas)
- Arkia (Tel Aviv) (starts on ngày 28 tháng 9 năm 2008)
- Czech Airlines (Faro, Verona)
- Dubrovnik Airline (Dubrovnik, Split)
- Eurocypria Airlines (Herakalion)
- Europe Airpost (Faro, Malga, Palma, Reus)
- Futura Gael (Almeria)
- LTE International Airways (Arrecife, Fuertuventura, Las Palmas)
- Nouvelair (Monastir)
- Onur Air (Bodrum, Izmir)
- Pegasus Airlines (Bodrum, Dubrovnik)
- Sun d'Or International Airlines (Tel Aviv)

### Các hãng vận tải hàng hóa theo lịch trình
- Bluebird Cargo (Cologne-Bonn, Edinburgh, Keflavik)
- DHL
  - operated by Atlantic Airlines (East Midlands)
- TNT Airways (Dublin, Liege-Bierset, Shannon)